# Фернанду Намора
Фернанду Намора (на португалски: Fernando Namora) е португалски лекар, художник, поет и писател на произведения в жанра социална драма, лирика, мемоари, пътеписи и документалистика.

## Биография и творчество
Фернанду Намора е роден на 15 април 1919 г. в Кондейша-а-Нова, Португалия. Следва медицина в университета на Коимбра. След дипломирането си през 1942 г. работи като селски лекар, в отдалечени региони като Бейра-Байша и Алентежу. През 1950 г. започва работа като медицински асистент в Португалския институт по онкология в Лисабон, който напуска през 1965 г., за да се посвети на писателската си кариера.
Първата му книга, стихосбирката „Релефи“ (Relevos), е издадена през 1937 г. Първият му роман „Седемте мача на света“ (As Sete Partidas do Mundo) е публикуван през 1938 г. и печели наградата „Алмейда Гарет“. Три години по-късно, с някои други колеги в Коимбра, се включва в литературния проект на литературното и музикално неореалистично движение „Novo Cancioneiro“, в което участва с поемата си „Земя“ (Terra). Всичките му стихове от ранното му творчество са включени в антологията му „Студена зора“ (As Frias Madrugadas) от 1959 г. Отражение на младостта му и студентската атмосфера на Коимбра е романът му „Огън в тъмна нощ“ от 1943 г.
По време на петдесетте си години интензивен литературен живот, не само пише „неореалистични“ романи, като „Къща на Малта“ (1945), „Мините на С. Франциско“ (1946), „Моменти от живота на един лекар“ (1949 и 1963), „Нощта и зората“ (1950), „Доброто зърно и плевелът“ (1954), но също и „градски теми“, съвременна художествена литература, като „Маскираният мъж“ (1957), „Самотен град“ (1959), „Неделя вечер“ (1961), „Двойствен живот“ (1972), „Отговорете на Матилда“ (1980) или „Река на тъгата„ (1982). През 1981 г. е номиниран за Нобелова награда за литература от ПЕН клуба и Лисабонската академия на науките.
Друг негов цикъл са мемоарите му „писателски тетрадки“, аналитични, критически препоръки относно „социалните теми“ и появата на ново време, особено през 1960-те и 1970-те, свързани с международните срещи в Женева и многото пътувания в чужбина (включително Скандинавия), намерили отражение в „Диалог през септември“ (1966), „Камбана в планината“ (1968), „Поклонниците на слънцето“ (1971), „Оставени на вятъра“ (1974), „Каменният кораб“ (1975), „Сива езда“ (1977), „СССР, много мразен, много обичан“ (1986) и „Седейки на тревата“ (1986).
Някои от произведенията му са екранизирани в едноименните филми.
Фернанду Намора умира на 31 януари 1989 г. в Лисабон.
През 1987 г. на негово име е учредена от Казино „Ещорил“ литературна награда, която се присъжда на португалски автор от 1989 г. През 1990 г., в негова чест, родната му къща в Кондейша-а-Нова е превърната в музей за живота и творчеството му.

## Произведения

### Самостоятелни романи
- As Sete Partidas do Mundo (1938)[1][2][3]
- Fogo na Noite Escura (1943)
Огън в тъмна нощ, изд.: „Народна младеж“, София (1980), прев. Сидония Пожарлиева и Здравка Найденова
- Casa da Malta (1945)
- Minas de San Francisco (1946)
- A Noite e a Madrugada (1950)
- O Trigo e o Joio (1954) 
Доброто зърно и плевелът, изд.: ОФ, София (1970), прев. Светослав Колев
- O Homem Disfarçado (1957)
- Domingo à Tarde (1961) – награда „Хосе Линс до Рего“
Неделя вечер, изд.: „Хр. Г. Данов“, Пловдив (1990), прев. Румяна Генова
- Os Clandestinos (1972)
Двойствен живот, изд.: „Народна култура“, София (1983), прев. Бистра Добринова
- Resposta a Matilde (1980) – хумор, награда „Д. Динис“
- O Rio Triste (1982) – награда „Фернандо Чинаглия“, награда „Фиало де Алмейда“

### Поезия
- Relevos (1937)[1]
- Terra (1941)
- As Frias Madrugadas (1959)
- Marketing (1969)
- Nome para uma Casa (1984)

Въжделения, сборник португалска поезия (със стихове на Педру Тамен, Жузе Мануел Мендеш), изд. „Пет плюс“ (1995), прев. Сидония Пожарлиева

### Сборници
- Diálogo em Setembro (1966)[1]
- Os Adoradores do Sol (1971)
- A Nave de Pedra (1975)

### Разкази
- Cidade Solitária (1959)
- Estamos no Vento (1974)
- Cavalgada Cinzenta (1977)

### Документалистика
- Retalhos da Vida de um Médico, част 1 (1949)[1][2]
- Deuses e Demónios da Medicina (1952) – биографии
Богове и демони на медицината – том 1 и том 2, изд.: „Медицина и физкултура“, София (1993), прев. Буря Димитрова, Сидония Пожарлиева
- Retalhos da Vida de um Médico, част 2 (1963)
- Um Sino na Montanha (1968)
- Encontros (1979) – интервюта
- URSS mal amada, bem amada (1986)
- Sentados na Relva (1986)
- Jornal sem Data (1988)
Дневник без дата : Проза, изд. „Пет плюс“ (2003), прев. Сидония Пожарлиева и Ирина Тасева

### Екранизации
- 1963 Retalhos da Vida de Um Médico[2]
- 1965 O Trigo e o Joio[3]
- 1966 Domingo à Tarde
- 1986 Resposta a Matilde – тв филм
- 1990 O Rapaz do Tambor – късометражен
- 1990 Máscara – късометражен
- 2020 O Rapaz do Tambor – тв филм